# Volcán Macá
El Volcán Macá se encuentra ubicado en la comuna de Cisnes, Provincia de Aysén, Región de Aysén (Chile), a 40 km de Puerto Aysén.

## Descripción
Es un estratovolcán de 2960 m s. n. m., su categoría es del holoceno, y su cono está cubierto de hielo. Hacia el suroeste y en una franja longitudinal, se levantan cinco conos eruptivos. No existen registros de actividad; sin embargo, es un volcán activo y, según estudios realizados, se considera que si se reactivara podría generar erupciones explosivas.